# Danh sách tiểu hành tinh: 34001–35000
| Tên                                                  | Tên đầu tiên                                         | Ngày phát hiện                                       | Nơi phát hiện                                        | Người phát hiện                                      |                                                      |                                                      |                                                      |                                                      |                                                      |                                                      |                                                      |                                                      |                                                      |                                                      |                                                      |                                                      |                                                      |                                                      |                                                      |                                                      |                                                      |                                                      |                                                      |                                                      |                                                      |                                                      |                                                      |                                                      |                                                      |                                                      |                                                      |                                                      |                                                      |                                                      |                                                      |                                                      |                                                      |                                                      |                                                      |                                                      |                                                      |                                                      |                                                      |                                                      |                                                      |                                                      |                                                      |                                                      |                                                      |
| 34001–34100 Danh sách các tiểu hành tinh/34001–34100 | 34001–34100 Danh sách các tiểu hành tinh/34001–34100 | 34001–34100 Danh sách các tiểu hành tinh/34001–34100 | 34001–34100 Danh sách các tiểu hành tinh/34001–34100 | 34001–34100 Danh sách các tiểu hành tinh/34001–34100 | 34101–34200 Danh sách các tiểu hành tinh/34101–34200 | 34101–34200 Danh sách các tiểu hành tinh/34101–34200 | 34101–34200 Danh sách các tiểu hành tinh/34101–34200 | 34101–34200 Danh sách các tiểu hành tinh/34101–34200 | 34101–34200 Danh sách các tiểu hành tinh/34101–34200 | 34201–34300 Danh sách các tiểu hành tinh/34201–34300 | 34201–34300 Danh sách các tiểu hành tinh/34201–34300 | 34201–34300 Danh sách các tiểu hành tinh/34201–34300 | 34201–34300 Danh sách các tiểu hành tinh/34201–34300 | 34201–34300 Danh sách các tiểu hành tinh/34201–34300 | 34301–34400 Danh sách các tiểu hành tinh/34301–34400 | 34301–34400 Danh sách các tiểu hành tinh/34301–34400 | 34301–34400 Danh sách các tiểu hành tinh/34301–34400 | 34301–34400 Danh sách các tiểu hành tinh/34301–34400 | 34301–34400 Danh sách các tiểu hành tinh/34301–34400 | 34401–34500 Danh sách các tiểu hành tinh/34401–34500 | 34401–34500 Danh sách các tiểu hành tinh/34401–34500 | 34401–34500 Danh sách các tiểu hành tinh/34401–34500 | 34401–34500 Danh sách các tiểu hành tinh/34401–34500 | 34401–34500 Danh sách các tiểu hành tinh/34401–34500 | 34501–34600 Danh sách các tiểu hành tinh/34501–34600 | 34501–34600 Danh sách các tiểu hành tinh/34501–34600 | 34501–34600 Danh sách các tiểu hành tinh/34501–34600 | 34501–34600 Danh sách các tiểu hành tinh/34501–34600 | 34501–34600 Danh sách các tiểu hành tinh/34501–34600 | 34601–34700 Danh sách các tiểu hành tinh/34601–34700 | 34601–34700 Danh sách các tiểu hành tinh/34601–34700 | 34601–34700 Danh sách các tiểu hành tinh/34601–34700 | 34601–34700 Danh sách các tiểu hành tinh/34601–34700 | 34601–34700 Danh sách các tiểu hành tinh/34601–34700 | 34701–34800 Danh sách các tiểu hành tinh/34701–34800 | 34701–34800 Danh sách các tiểu hành tinh/34701–34800 | 34701–34800 Danh sách các tiểu hành tinh/34701–34800 | 34701–34800 Danh sách các tiểu hành tinh/34701–34800 | 34701–34800 Danh sách các tiểu hành tinh/34701–34800 | 34801–34900 Danh sách các tiểu hành tinh/34801–34900 | 34801–34900 Danh sách các tiểu hành tinh/34801–34900 | 34801–34900 Danh sách các tiểu hành tinh/34801–34900 | 34801–34900 Danh sách các tiểu hành tinh/34801–34900 | 34801–34900 Danh sách các tiểu hành tinh/34801–34900 | 34901–35000 Danh sách các tiểu hành tinh/34901–35000 | 34901–35000 Danh sách các tiểu hành tinh/34901–35000 | 34901–35000 Danh sách các tiểu hành tinh/34901–35000 | 34901–35000 Danh sách các tiểu hành tinh/34901–35000 | 34901–35000 Danh sách các tiểu hành tinh/34901–35000 |
| ---------------------------------------------------- | ---------------------------------------------------- | ---------------------------------------------------- | ---------------------------------------------------- | ---------------------------------------------------- | ---------------------------------------------------- | ---------------------------------------------------- | ---------------------------------------------------- | ---------------------------------------------------- | ---------------------------------------------------- | ---------------------------------------------------- | ---------------------------------------------------- | ---------------------------------------------------- | ---------------------------------------------------- | ---------------------------------------------------- | ---------------------------------------------------- | ---------------------------------------------------- | ---------------------------------------------------- | ---------------------------------------------------- | ---------------------------------------------------- | ---------------------------------------------------- | ---------------------------------------------------- | ---------------------------------------------------- | ---------------------------------------------------- | ---------------------------------------------------- | ---------------------------------------------------- | ---------------------------------------------------- | ---------------------------------------------------- | ---------------------------------------------------- | ---------------------------------------------------- | ---------------------------------------------------- | ---------------------------------------------------- | ---------------------------------------------------- | ---------------------------------------------------- | ---------------------------------------------------- | ---------------------------------------------------- | ---------------------------------------------------- | ---------------------------------------------------- | ---------------------------------------------------- | ---------------------------------------------------- | ---------------------------------------------------- | ---------------------------------------------------- | ---------------------------------------------------- | ---------------------------------------------------- | ---------------------------------------------------- | ---------------------------------------------------- | ---------------------------------------------------- | ---------------------------------------------------- | ---------------------------------------------------- | ---------------------------------------------------- |